# Apostegania crina
Apostegania crina är en fjärilsart som beskrevs av Swinhoe 1892. Apostegania crina ingår i släktet Apostegania och familjen mätare. Inga underarter finns listade i Catalogue of Life.